# 白井美穂
白井 美穂（しらい みほ）は日本の歌手、DJ、モデル、女優、クリエイター。

## 来歴・人物
2002年-2006年までボーカル&ダンスユニットPinkishで活動。Pinkish卒業後、miik参加。2008年にC-ZONEに9か月間在籍、千葉テレビ「勝利の女神3rd stage」レギュラー出演、 楽曲「Heat course」にてDisney/Pixar「カーズ」のプロモーションタイアップを実現した。"Cars Racing Team RUN'Aの公式応援ソング"に参加。雑誌「ポップティーン」でモデルとしても活動。2010年に、avexのスカウトマンからスカウトされ、avexに所属。。2017年からBABYPRODUCTIONの専属となり、『ディズニー ツムツムランド』TVCMようこそツムツムランド 篇15秒」に出演。ピアノ、ギター、作曲・作詞・編曲を行う。

## 出演

### テレビ
- 千葉テレビ「勝利の女神3rd stage」レギュラー

### CM
- 『ディズニー ツムツムランド』TVCM　ようこそツムツムランド 篇15秒」

### 雑誌
- Popteen（角川春樹事務所）

### 舞台
- 東京俳優市場

### ファッションショー
- アゲる！POPTEEN祭り 2009ファッションショー

### DJ
- a-nation  味の素スタジアム「official dancer stage」cray chicks DJ
- CAMELOT TOKYO（ATOM.VISION.DIANA.）DJ
- LARUS 神戸, VANITY 大阪, ORCA 名古屋, CLUB LEOPARD 広島, grand mirage 博多, ツアーDJ
- 「Rising girls Fes」reichi バックDJ

### MV
- Lil'B『続・キミに歌ったラブソング』
- 西野カナ『もっと…』

### 作品
- 「sweet pop J-POP COVER 〜四季のウタ〜」LOVE for mee（for mee名義で収録）
- 「Heat course」(Disney/Pixar「カーズ」"Cars Racing Team RUN'Aの公式応援ソング")
- 「Missing 808 feat.MIHO」（小室哲哉 Album『TETSUYA KOMURO EDM TOKYO』）